# SDガンダム ガシャポン戦記 Episode One
『SDガンダム ガシャポン戦記 Episode One』（エスディーガンダム ガシャポンせんき エピソードワン）は、1999年12月29日にバンダイから発売されたワンダースワン用ウォー・シミュレーションゲーム。

## 概要
『SDガンダムワールド ガチャポン戦士』シリーズの一作品。同じように拠点基地でユニットの生産を行い、敵勢力を打倒するのがゲームの目的となっている。
各マップの初期配備されている最強MSにのみキャラクターが搭乗しており、大将ユニット同士が戦う際にはビジュアルシーンが登場する。

## プレイヤー勢力
連邦
地球連邦軍及びエゥーゴ及びロンド・ベルのMSはこの中に含まれている。
- νガンダム（アムロ・レイ）
- ガンダム
- ガンキャノン
- ジム
- ガンダイバー
- Zガンダム
- ZZガンダム
- ガンダムMk-II
- 百式
- リック・ディアス
- ジェガン
- リ・ガズィ
- ホワイトベース

ジオン
ジオン公国び新生ネオ・ジオン のMSはこの中に含まれている。
- サザビー（シャア・アズナブル）
- ザクII
- グフ
- ドム
- ゲルググ
- ズゴック
- ビグ・ザム
- エルメス
- ジオング
- ギラ・ドーガ
- ヤクト・ドーガ
- α・アジール
- レウルーラ

ティターンズ
- ジ・O（パプテマス・シロッコ）
- ハイザック
- マラサイ
- バーザム
- アッシマー
- マリン・ハイザック
- バイアラン
- メッサーラ
- パラス・アテネ
- ハンブラビ
- バウンド・ドック
- サイコガンダム
- ドゴス・ギア

アクシズ
- キュベレイ（ハマーン・カーン）
- ガザC
- ガ・ゾウム
- ズサ
- ハンマ・ハンマ
- R・ジャジャ
- バウ
- ドライセン
- カプール
- ザクIII
- ドーベン・ウルフ
- クィン・マンサ
- グワダン